# Алва (держава)
Алва, також Алоа та Алодія (грец. Aρογα, Aroua; араб. علوة,  'Alwa) - середньовічне нубійське царство на території сучасних Центрального і Південного Суданом. Його столицею було місто Соба, розташоване недалеко від сучасного Хартуму, в місці злиття  Блакитного і Білого Нілу.
Заснована після того, як стародавнє царство Куш занепало, приблизно в 350 році н.е., Алва вперше згадується в історичних записах у 569 році. Це було останнє з трьох нубійських королівств, які перейшли до християнства в 580 році після Нобатії і Мукурри. Царство, можливо, досягло свого піку протягом ІХ-ХІІ століть, коли записи показують, що вона контролювала більшу частину центрального та південного Судану. Вона перевищила північного сусіда Мукурру, з якою підтримувала тісні династичні зв'язки, за розмірами, військовою потужністю і економічним процвітанням. Алвою, великою багатокультурною державою, керував призначений ним могутній цар і губернатори провінцій. Столиця Соба, яка описується як місто "великих будинків і церков, повних золота і садів", процвітала завдяки тому, що була торгівельним центром держави. Товари прибували з Мукурри, Близького Сходу, Західної Африки, Індії і навіть Китаю. Розвивалася грамотність як в нубійській, так і в грецькій мовах.
З 12-го, і особливо 13-го століття, Алва занепадала, можливо, через вторгнення з півдня, посухи і зміну торгових шляхів. У XIV столітті країна могла бути спустошена чумою, а араби почали мігрувати в долину Верхнього Нілу. Близько 1500 року Соба відійшла у володіння арабів та народу фундж. Це ознаменувало кінець Алви, хоча, згідно із суданськими переказами, вона збереглася у вигляді королівства Фазуглі в межах ефіопійсько-суданських прикордонних територій. Після знищення Соби, народ фундж встановив султанат Сеннар, увійшовши в період ісламізації та арабізації.